# Langø
Langø is een plaats in de Deense regio Seeland, gemeente Lolland, en telt 350 inwoners (2007).